# Iacubi
Amade ibne Abu Iacube ibne Jafar ibne Uabe ibne Uádi Iacubi (Ahmad ibn Abu Ya'qub ibn Ja'far ibn Wahb Ibn Wadih al-Ya'qubi; morreu em 897/8), que era conhecido como Amade Aliacubi ou somente Iacubi (Ahmad al-Ya'qubi ou Ya'qubi), foi um geógrafo muçulmano bérbere e talvez o primeiro historiador da cultura mundial no Islã medieval.

## Biografia
Iacubi Foi bisneto de Wadih, um liberto do califa Almançor. Até 873, viveu na Armênia e no Coração, trabalhando sobre o patronato da dinastia iraniana dos taíridas; então viajou à Índia, Egito e o Magrebe. Morreu em 897/8 no Egito. Iacubi foi um grande erudito sunita, mas suas simpatias xiitas são encontradas por todo os seus trabalhos.

## Obras
- Ta'rikh ibn Wadih (Crônicas de Ibn Wadih)
- Kitab al-Buldan (Livro das Nações) - geografia, contém uma descrição do Magrebe, com um relato completo das grandes cidades e muita informação topográfica e política (ed. M. de Goeje, Leida, 1892).